# 薩努瓦
薩努瓦（法語：Sannois，法語發音：[sanwa] ⓘ）是法國北部法蘭西島大區瓦兹河谷省的市镇，属于阿让特伊区。薩努瓦在舊石器時代中期開始有人居住。在這裡發現過多個石器。薩努瓦在18世紀之後曾是生產葡萄酒的中心。19世紀后，隨著工業興起葡萄田面積縮小。1863年修築鐵路后，採石業興盛。近年又有小規模的葡萄產業。

## 地理
薩努瓦（48°58'18"N, 2°15'25"E）面积4.78 平方千米，位于法国法蘭西島大區瓦兹河谷省，该省份为法国北部内陆省份，北起瓦兹省，西接厄尔省，南至塞纳-圣但尼省、上塞纳省和伊夫林省，东临塞纳-马恩省。
与薩努瓦接壤的市镇（或旧市镇、城区）包括：埃尔蒙、阿让特伊、帕里西地区科尔梅耶、弗朗孔维尔、圣格拉蒂安。

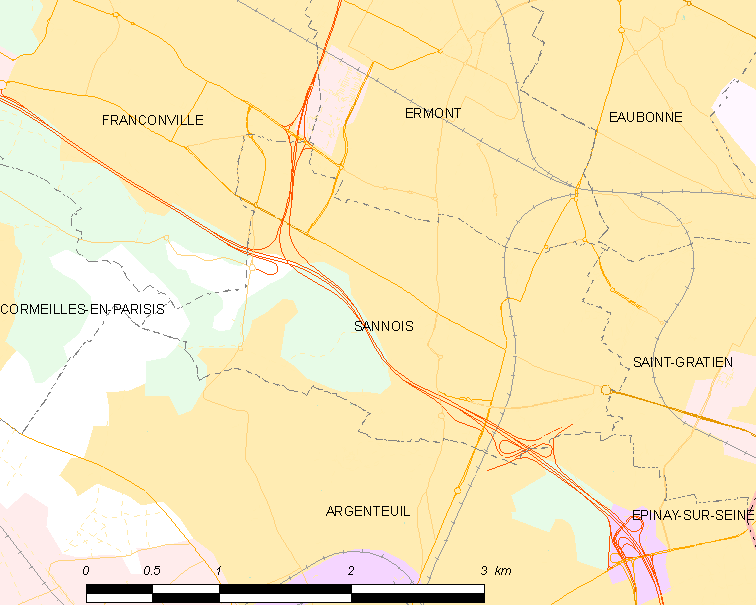
薩努瓦的OSM定位图

薩努瓦的时区为UTC+01:00、UTC+02:00（夏令时）。

## 行政
薩努瓦的邮政编码为95110，INSEE市镇编码为95582。

## 政治
薩努瓦所属的省级选区为阿让特伊第一县。

## 人口

1962-2008年间薩努瓦人口变化图示

薩努瓦于2022年1月1日时的人口数量为26772人。